# Juan Sandoval Íñiguez

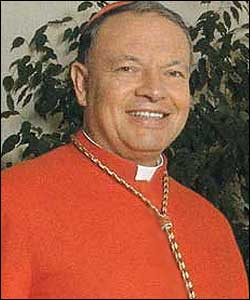
Juan Kardinal Sandoval Íñiguez (ca. 1994)

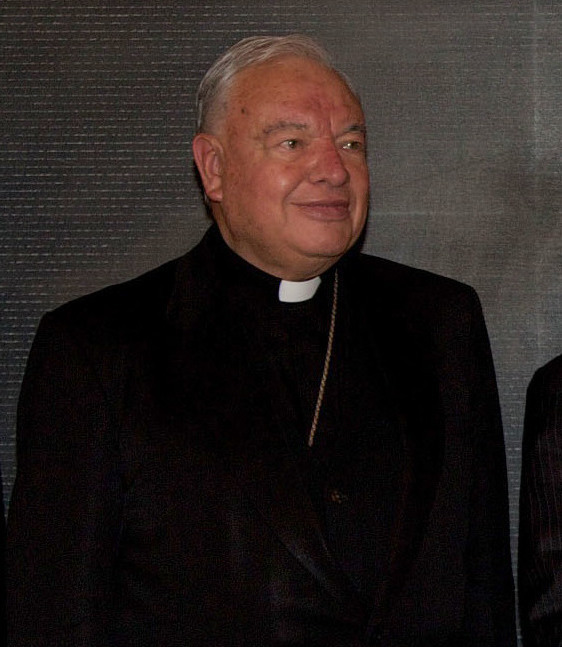
Kardinal Sandoval Íñiguez (2013)

Kardinalswappen

Juan Kardinal Sandoval Íñiguez (* 28. März 1933 in Yahualica, Mexiko) ist emeritierter Erzbischof von Guadalajara.

## Leben
Juan Sandoval Iñiguez entstammt einer Großfamilie mit zwölf Kindern. Im Alter von zwölf Jahren trat er in das Kleine Seminar von Guadalajara ein, dann in das Priesterseminar und studierte dort bis zur Philosophischen Zwischenprüfung. Anschließend wechselte er an die Päpstliche Universität Gregoriana in Rom, wo er im Jahre 1960 zum Doktor der Theologie im Fachbereich Dogmatik promoviert wurde. Die Priesterweihe hatte er bereits am 26. Oktober 1957 durch Erzbischof Antonio Samorè empfangen, wurde aber für weitere Studien freigestellt.
Ab 1961 wirkte er am Diözesanpriesterseminar von Guadalajara als Geistlicher Rektor und Disziplinarpräfekt. Gleichzeitig dozierte er an der Philosophischen Fakultät von Guadalajara in verschiedenen Fachbereichen. Von 1967 bis 1971 betreute er als Präfekt die Studenten der propädeutischen Kurse des Seminars von Guadalajara. In den Jahren 1971 bis 1980 war er stellvertretender Regens des Priesterseminars von Guadalajara, von 1980 bis 1988 dann Regens.
Am 30. April 1988 empfing Sandoval Iñiguez von Manuel Talamás Camandari die Bischofsweihe, nachdem er am 3. März desselben Jahres von Papst Johannes Paul II. zum Koadjutorbischof von Ciudad Juárez ernannt worden war. Mitkonsekratoren waren der Apostolische Delegat in Mexiko, Erzbischof Girolamo Prigione, und der Erzbischof von Guadalajara, Juan Jesús Posadas Ocampo. Mit dem Rücktritt Manuel Talamás Camandaris am 11. Juli 1992 folgte er diesem als Bischof von Ciudad Juárez nach.
Im Oktober 1992 nahm er an der vierten Generalkonferenz der CELAM in Santo Domingo teil. Papst Johannes Paul II. ernannte ihn am 21. April 1994 zum Erzbischof von Guadalajara. Am 26. November desselben Jahres nahm ihn dieser auch als Kardinalpriester mit der Titelkirche Nostra Signora di Guadalupe e San Filippo Martire in das Kardinalskollegium auf. Nach dem Tod Johannes Pauls II. nahm Kardinal Sandoval am Konklave 2005 teil. Im Mai 2007 nahm er an der fünften Generalkonferenz der CELAM in Aparecida teil.
Am 7. Dezember 2011 nahm Papst Benedikt XVI. das von Juan Kardinal Sandoval Íñiguez aus Altersgründen vorgebrachte Rücktrittsgesuch an. Bis zur Amtseinführung seines Nachfolgers Francisco Robles Ortega am 7. Februar 2012 leitete er das Erzbistum Guadalajara als Apostolischer Administrator. Als einer der ältesten wahlberechtigten Kardinäle nahm er am Konklave 2013 teil.
Im Dezember 2017 bezeichnete Kardinal Sandoval Íñiguez bei einer Messe Abtreibung als „genauso schweres Verbrechen wie die Hinrichtungen durch organisierte Kriminalität“. Im August 2020 warf er der mexikanischen Regierung unter Staatspräsident Andrés Manuel López Obrador vor, ein „kommunistisches Regime wie in Russland, China und Kuba“ zu errichten.
Im Januar 2021 behauptete Iñiguez per Video zur Corona-Pandemie, eine kleine elitäre Gruppe, zu der auch Bill Gates gehöre, nutze die Ausbreitung des Coronavirus für ihre Pläne zur Ergreifung der Weltherrschaft; ihr Ziel sei „eine einzige Weltregierung, ein einziges Heer, mit einer einzigen Währung, einer einzigen Wirtschaft und auch mit einer einzigen Religion, die nicht die christliche sein wird“, einer „Religion des Menschen, der Humanität, der universellen Brüderlichkeit“ anstelle des Christentums. Facebook versah inzwischen das Video mit einem Warnhinweis.

## Mitgliedschaften
Juan Kardinal Sandoval Íñiguez war bis zur Vollendung seines 80. Lebensjahres Mitglied folgender Institutionen der römischen Kurie:
- Kongregation für die Institute geweihten Lebens und für die Gesellschaften apostolischen Lebens
- Kongregation für das Katholische Bildungswesen
- Päpstlicher Rat für die Kultur (seit 2003)[4]
- Päpstliche Kommission für Lateinamerika (2009–2013)[5]